# Сербія на літніх Олімпійських іграх 1912
Сербія на літніх Олімпійських іграх 1912 у Стокгольмі була представлена 3 спортсменами в одному виді спорту — легка атлетика. Це були перші та єдині Олімпійські ігри, де Сербія брала участь як незалежна держава до літніх Олімпійських ігор 2008 року. До наступних Олімпійських ігор 1920 року сербські спортсмени виступали за Королівство сербів, хорватів і словенців, яке в 1929 році змінило назву на Югославію.
Сербські спортсмени не завоювали жодних медалей.

## Легка атлетика
| Спортсмен          | Дисципліна         | Гіт       | Гіт   | Півфінал   | Півфінал   | Фінал        | Фінал        |
| Спортсмен          | Дисципліна         | Результат | Місце | Результат  | Місце      | Результат    | Місце        |
| ------------------ | ------------------ | --------- | ----- | ---------- | ---------- | ------------ | ------------ |
| Душан Милошевич    | 100 м, чоловіки    | 11.6      | 3     | не пройшов | не пройшов | не пройшов   | не пройшов   |
| Драгутин Томашевич | марафон (чоловіки) | N/A       | N/A   | N/A        | N/A        | не фінішував | не фінішував |
| Живко Настич       | марафон (чоловіки) | N/A       | N/A   | N/A        | N/A        | не стартував | не стартував |